# Nord de l'Alberta

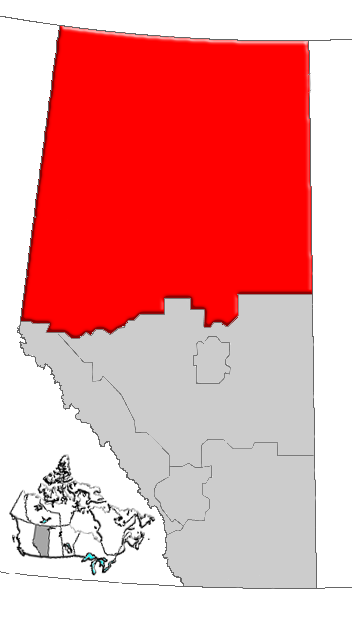
Région d'Alberta du Nord.

La région d'Alberta du Nord ou région du Nord de l'Alberta (en anglais : Northern Alberta) est une région géographique de la province canadienne d'Alberta comprenant notamment le secteur de services urbains de Fort McMurray.

## La faune et la flore
Le Nord de l'Alberta abrite une variété d'espèces. Quelques exemples d'animaux trouvés ici comprennent le élan (Alces alces), le puma (Puma concolor), le loup gris (Canis lupis), ours noir (Ursus americanus), renard roux (Vulpes vulpes), coyote (Canis latrans), le castor du Canada (Castor canadensis), le ondatra (Ondatra zibethicus), le cerf de Virginie (Odocoileus virginianus), le bison d'Amerique (Bison bison), le glouton (Gulo gulo) and le pékan (Pekania pennanti). Cependant, de nombreuses espèces insaisissables et hors de portée ont été observées dans cette région, les exemples comprennent le renard gris (Urocyon cinereoargenteus), le bœuf musqué (Ovibos moschatus), le raton laveur (Procyon lotor), la marmotte (Marmota monax), l'opossum (Didelphis virginiana), et la taupe (Scalopus aquaticus). Les forêts sont constituées des espèces suivantes; le peuplier faux-tremble (Populus tremuloides), le mélèze laricin (Larix laricina), l'épinette blanche (Picea glauca), le pin gris (Pinus banksiana), et le bouleau à papier (Betula papyrifera). Le sous-étage de la forêt est composé de multiples espèces de lichens, de mousses, de fougères et de lierre. D'autres animaux trouvés dans le Nord de l'Alberta comprennent la pie d'Amerique, le grand corbeau, le papillon monarque et le cardinal rouge.

### Musée(s)
- Musée canadien de naturelle l'histoire et de l'Art